# 大煙山國家公園
大煙山國家公園（Great Smoky Mountains National Park），又名大霧山國家公園，是位於美國東部，跨越田納西州和北卡羅來納州的一座國家公園。由小羅斯福總統於1940年9月2日在公園內的紐芳隘口宣布成立。大煙山國家公園號稱是美國東部最後一片廣大的原始林。占地2100平方公里。大煙山國家公園以其豐富的物種而聞名。由於大煙山國家公園內的海拔高度變化劇烈，加之降雨量充沛，因而使大煙山公園極富生物多樣性。另一方面大煙山國家公園也是切羅基人的世居地。由于441号国道橫貫大煙山公園，使得大煙山公園成為美國最多人遊覽的國家公園之一。但另一方面，大煙山國家公園也面臨嚴重的空氣污染（來自觀光者的汽車尾氣及周邊的發電廠）、酸雨等問題。